# Xu Mian
Xu Mian (Yangzhou, China, 21 de febrero de 1987) es una clavadista o saltadora de trampolín china especializada en plataforma de 10 metros, donde consiguió ser campeona mundial en 2001.

## Carrera deportiva
En el Campeonato Mundial de Natación de 2001 celebrado en Fukuoka (Japón) ganó la medalla de oro en la plataforma de 10 metros, con una puntuación de 532 puntos, por delante de su compatriota china Duan Qing (plata con 522 puntos) y la australiana Loudy Tourky (bronce con 511 puntos).